# Margaret Bryan (Lehrerin)

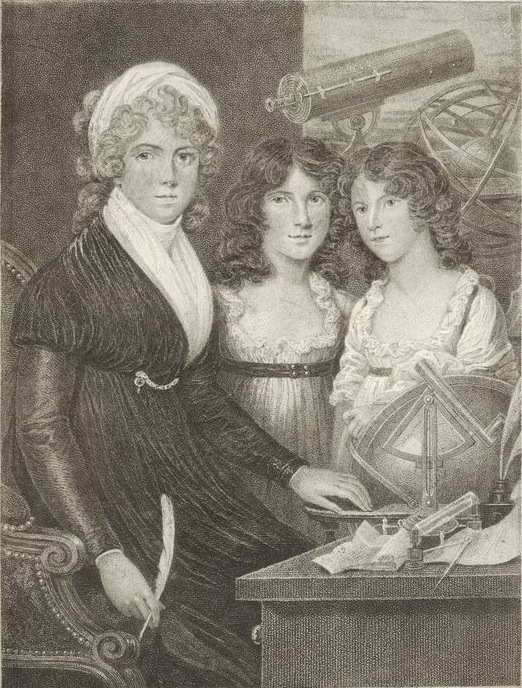
Margaret Bryan mit Töchtern, aus A compendious system of astronomy, 1797

Margaret Bryan (* vor 1760; † nach 1816) war eine britische Naturwissenschaftlerin und Lehrerin sowie Verfasserin populärwissenschaftlicher Bücher über Physik und Astronomie.
Über ihre Lebensdaten ist wenig bekannt, sie war vor 1760 geboren und starb nach 1816. Im Dictionary of National Biography wird sie als schöne und talentierte Lehrerin (beautiful and talented schoolmistress) beschrieben. Sie war verheiratet und hatte mindestens zwei Töchter, die mit ihr auf dem Frontispiz ihres Lehrbuchs der Astronomie von 1797 abgebildet sind (mit astronomischen Instrumenten im Hintergrund). Das Buch war ihren Schülern gewidmet. Es wurde von Charles Hutton gelobt und erlebte auch eine erweiterte Neuauflage. Ihr Physik-Lehrbuch von 1806 behandelte unter anderem Optik, Pneumatik, Hydrostatik und Akustik.
Ihre Schule für Mädchen war zunächst in Blackheath, damals ein Dorf südöstlich London, dann in London im vornehmen West End nahe Hyde Park Corner (Lower Cadogan Place 27)  und zuletzt im Seeort Margate.
Sie ist nicht Verfasserin der Conversations on Chemistry (wie im älteren Dictionary of National Biography vermutet), die anonym 1806 publiziert wurden, sondern Jane Marcet (1769–1858).

## Schriften
- A Compendious System of Astronomy, 1797
- Lectures on Natural Philosophy, 1806
- A Comprehensive Astronomical and Geographical Class Book for the use of Schools and Private Families, 1815